# Будали Кайбулович
Будали́ Кайбу́лович (Будалуй Кайбулов, بودا علی, тат. ?, ?; ок. 1558—1583) — астраханский царевич на службе у царя Ивана IV Васильевича.
Старший из пятерых сыновей астраханского хана Абдуллы Ак-Кубекова. Родился около 1558. В Новгородском походе 1571 года входил со своим отрядом в сторожевой полк под началом у первого воеводы боярина князя И. Ф. Мстиславского. Зимой 1573 участвовал в царском походе в Ливонию «со своим двором» в составе большого полка. Иван Грозный повелел ему и ливонскому королю Магнусу вместе с боярином и воеводой князем В. А. Сицким идти к городу Ям, где нужно было готовить поход на шведов. В июне 1579 ходил с большим полком в Ливонию.
Умер в 1583 бездетным.
Погребён в Касимове, в текие Шах-Али хана.